# پایکوب سرسیاه
پایکوب سرسیاه (نام علمی: Saltator atriceps) نام یک گونه از سرده پایکوب است.